# Journal of Molecular Structure
Journal of Molecular Structure is een internationaal, aan collegiale toetsing onderworpen wetenschappelijk tijdschrift op het gebied van de fysische chemie.
De naam wordt in literatuurverwijzingen meestal afgekort tot J. Mol. Struct.
Het wordt uitgegeven door Elsevier en verschijnt tweewekelijks.
Het eerste nummer verscheen in 1967.